# Missa in tempore belli
De Missa in tempore belli (Hob. XXII:9) in C (Mis in tijd van oorlog), bekend als Paukenmesse, Paukenmis of Kriegsmesse, is een mis gecomponeerd door Joseph Haydn voor de priesterwijding van Joseph Franz von Hofmann in de Piaristenkirche Maria Treu te Wenen.
Haydn schreef in totaal 14 missen (zie Missen van Joseph Haydn); de Paukenmis is de negende mis die hij componeerde en behoort tot de zes zogenaamd grote symfonische missen die Haydn aan het eind van zijn carrière componeerde en die algemeen als een samenhangende collectie worden beschouwd. De zes symfonische missen zijn gecomponeerd of – zoals in het geval van de Paukenmis – later gebruikt voor de vieringen rond de naamdag van de echtgenote van Nicolaas II, prinses Maria Josepha Hermengilde Esterházy.

## Datering en bijnaam

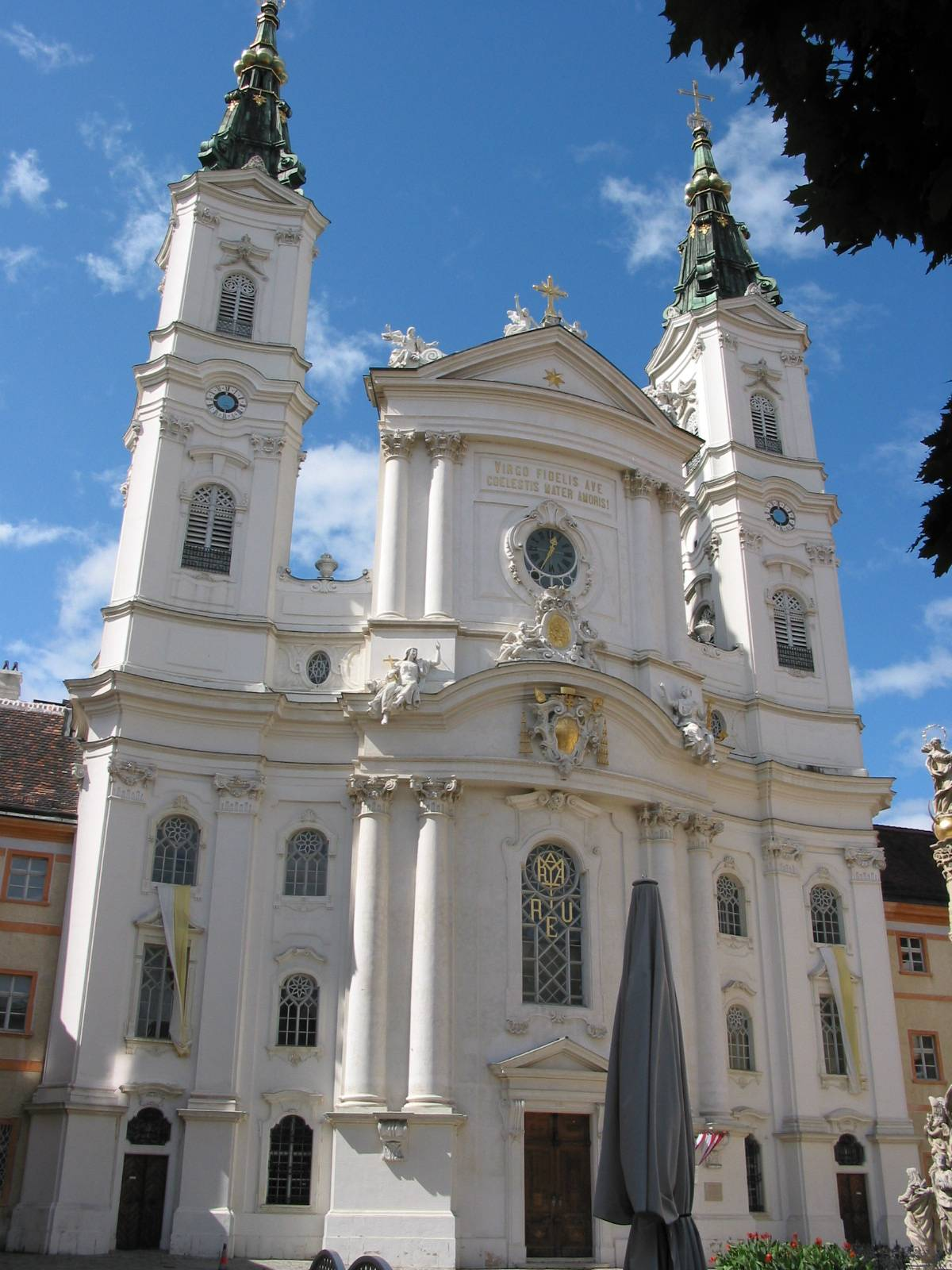
Piaristenkirche Maria Treu, Wenen

Eind 1796, een jaar voor het eind van de Eerste Coalitieoorlog, het militair treffen tussen de coalitie van staten waar Oostenrijk deel van uitmaakte en Frankrijk, behaalde Napoleon Bonaparte overwinningen op de Oostenrijkers die hij uiteindelijk in november versloeg in de Slag bij de brug van Arcole bij Verona. In het westen vocht Oostenrijk met Frankrijk om de controle over Zuid-Duitsland. In deze bedreigende oorlogssfeer en tegen deze achtergrond ontstond de Paukenmis. Voor het eerst sinds 1683, toen een zeer groot Ottomaanse Rijk leger Wenen twee maanden belegerde maar uiteindelijk werd verslagen, was er sprake van reëel gevaar van een invasie van het kerngebied van het Oostenrijkse rijk. De verdrijving van de Turken was voor de Oostenrijkers een belangrijke gebeurtenis die jaarlijks tijdens de Heilige Naam van Maria op 12 september werd herdacht. Met processies en speciale missen werd de overwinning levend gehouden en met kerkmuziek, met name missen en toonzettingen van het Te Deum met ongebruikelijk prominente partijen voor trompetten en pauken die de dreiging van en de overwinning in de oorlog moesten oproepen. Haydns Paukenmis, maar ook zijn Nelsonmis, zijn voorbeelden van deze menging van strijdlustige en religieus triomfantelijke sentimenten
.
De Paukenmis werd op 26 december 1796 onder leiding van de componist voor het eerst uitgevoerd in de Piaristenkirche Maria Treu in Wenen als onderdeel van de plechte wijding van Joseph Franz von Hofmann, hoogstwaarschijnlijk op bestelling van diens vader, de keizerlijke en koninklijke algemene betaalmeester. Op vrijdag 29 september 1797 leidde Haydn in Eisenstadt opnieuw een uitvoering als onderdeel van de activiteiten – met kerkdiensten, concerten, toneelstukken en banketten – rond de naamdag van prinses Maria Josepha Hermengilde; voor de feitelijke naamdag – 10 september – was een nieuwe mis van Johann Fuchs uitgevoerd.
De bijnaam Paukenmis komt van de paukensolo in het Agnus Dei. De diplomaat Georg August Griesinger, bevriend met Haydn, schreef over de mis: "1796, als die Franzosen in der Steyermark standen, setzte Haydn eine Messe, welcher er den Titel 'in tempore belli' gab. In dieser Messe sind die Worte 'Agnus Dei', qui tollis peccata mundi' auf eigene Art mit Begleitung von Pauken vorgetragen, als hörte man den Feind schon in der Ferne kommen".

## Compositie[4]
De Paukenmis is geschreven voor twee hobo's, twee klarinetten, twee fagotten, twee hoorns, twee trompetten, pauken, strijkers en orgel; later breidde Haydn de partijen voor de klarinetten uit voor alle delen, voegde een partij voor een fluit in het 'Qui tollis' toe en versterkte de trompetten door hoorns.
- Het Kyrie begint met een plechtige inleiding waarbij de pauken eerst rustig en dan zeer luid roffelen, waarmee de aard van de mis wordt getoonzet. Het Kyrie is een snel deel in sonatevorm. Het thema wordt door de sopraan ingezet, overgenomen door het koor in steeds dwingender toon, terwijl de solisten met korte partijen interveniëren.
- Het Gloria is in drie delen. Het middendeel is zeer langzaam, beginnend met een lieflijk duet voor bas en solocello in het 'Qui tollis' in A, maar met het inzetten van het koor wordt een dreigende toon gezet. De twee buitendelen zijn thematisch verwant, met fanfares van koperblazers en pauken.
- Ook het Credo is driedelig met een eveneens langzaam middendeel met een klarinetsolo voor het 'Et incarnatus est'. Het in tweeën gedeelde laatste deel eindigt met een dubbelfuga op de woorden 'Et vitam venturi saeculi. Amen'.
- Het Sanctus is in twee delen, een statig openingsdeel gevolgd door een donderend snel deel op de woorden 'Pleni sunt coeli', begeleid wederom door de trompetten en de pauken. Overeenkomstig het liturgisch gebruik is het Sanctus kort.
- Het Benedictus is een andante met een onheilspellend kararakter dat begint in c klein en langzaam naar C groot gaat op de woorden 'Osanna in excelsis'.
- Het Agnus Dei bevat het deel dat de mis zijn bijnaam heeft gegeven: onverwachts komt na de eenvoudige melodie voor koor en strijkers in maat 10 de paukensolo, waar de triomfantelijke partij van de trompetten op aansluit. Syncopen op de violen en aangehouden noten op de hobo's begeleiden de pauken. Volgens Haydns biograaf Giuseppe Carpani moesten de pauken geslagen worden op de Franse manier, waardoor de dreiging wordt versterkt. De mis eindigt met een fanfareachtig 'Allegro con spirito' met een bijna dwingend gezongen 'Dona nobis pacem'

## Geselecteerde discografie
- Paukenmis, solisten, Monteverdi Choir en de English Baroque Solists o.l.v. John Eliot Gardiner (met de 5 andere grote missen)(Decca, 3CDs, 475 101-2)
- Paukenmis, solisten, Arnold Schoenberg Koor, Concentus musicus Wien o.l.v. Nikolaus Harnoncourt (met de Harmoniemesse, de Nelsonmis, de Schöpfungsmesse en een aantal andere religieuze werken)(Warner Classics, 6CDs, 2564 69939-8)
- Paukenmis, solisten, Tölzer Knabenchor en Tafelmusik o.l.v. Bruno Weil (met het Salve Regina en het motet 'O coelitum beati')(Sony Classical Vivarte, SK 68 255)
- "Paukenmesse", Sylvia McNair, sopraan; Delores Ziegler, alt; Hans Peter Blochwitz, tenor; Andreas Schmidt, bariton; met Berliner Philharmoniker RIAS-Kammerchor o.l.v. James Levine, dirigent (met "Krönungsmesse" - Messe C dur, KV 317, W.A. Mozart)(Deutsche Grammophon GmbH. Bestelnr.: 435 853-2 GH)